# Алтын Сахрайский этрап
Алтын Сахрайский этрап (туркм. Altyn sähra etraby) — бывший этрап в Марыйском велаяте Туркменистана.
Образован 18 апреля 2008 года в районах нового освоения. По заявлению президента Туркменистана Гурбангулы Бердымухамедова создание района «позволит рационально использовать освоенные и вновь осваиваемые земли, где ожидается получение богатых урожаев сельскохозяйственных культур».
В 2010 году при участии президента страны был открыт новый административный центр этрапа.
В 2016 году Алтын Сахрайский этрап был упразднён, а его территория передана в Огузханский этрап.